# Рафаель Альберті
Рафаель Альбе́рті (ісп. Rafael Alberti; 1902–1999) — іспанський поет. У ранній творчості перебував під впливом декадансу. Від 1931 пов'язаний з комуністичним рухом. Альберті стає відомим революційним поетом, активним учасником громадянської війни 1936—39 (збірки «Поет на вулиці», 1936, «На переломі», 1937). 1939-1977 в еміграції; в поезії поєднував народні традиції з бароко (Вірші про любов), пізніше писав переважно на політичні та патріотичні теми (Поема вигнання і надії); п'єси (Ніч війни в музеї Прадо), книги спогадів Загублений гай, Пабло Пікассо.

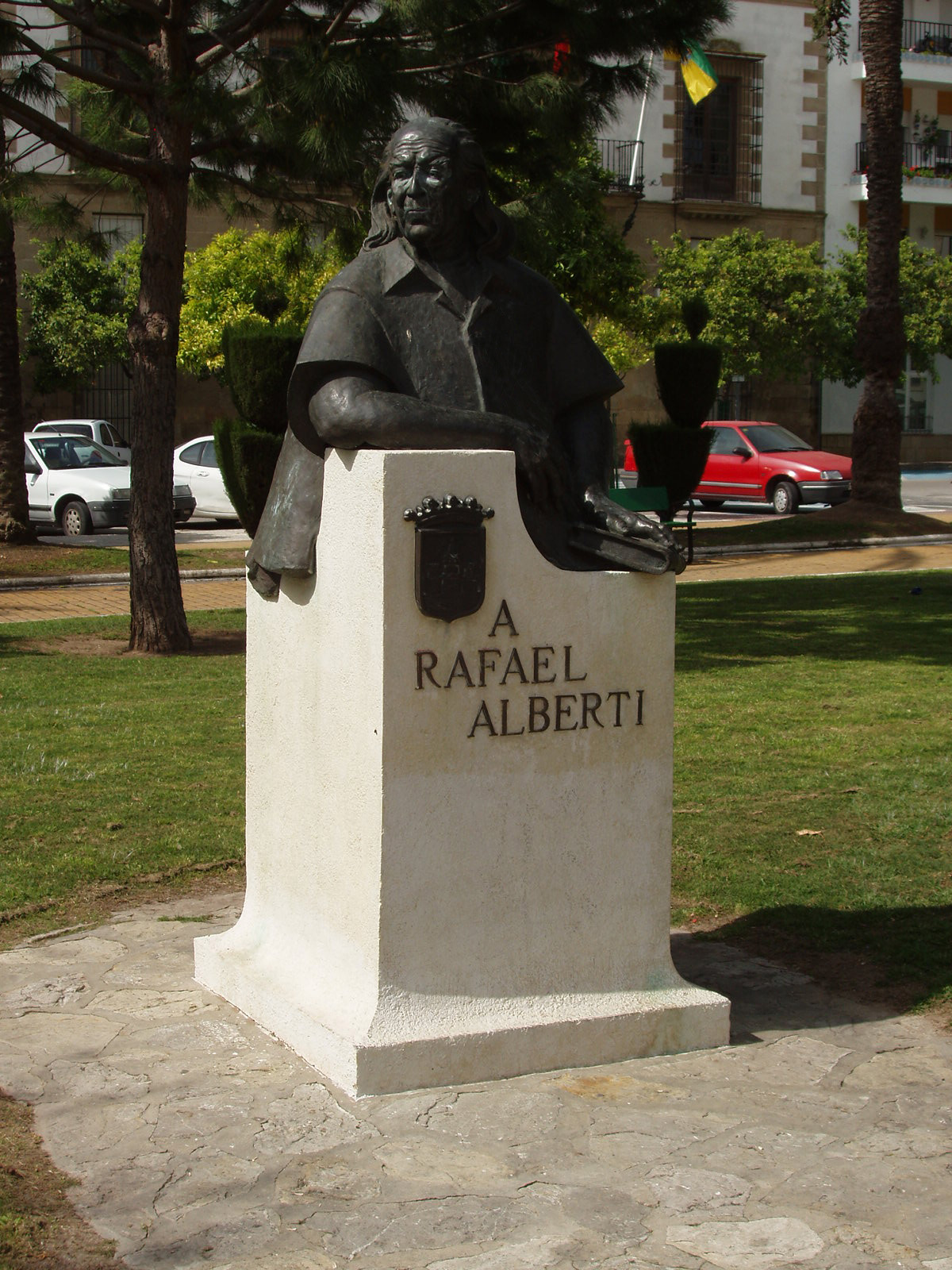
Пам'ятник Альберті Рафаелю